# Gräberfeld von Åsa
Das Gräberfeld von Åsa (schwedisch Åsa gravfält) ist eines der größten Gräberfelder in der schwedischen Provinz Södermanlands län. Es liegt auf einem Bergrücken nördlich von Stallarholmen auf der Selaön in der Gemeinde Strängnäs und stammt aus der späten germanischen Eisenzeit (ab 400 n. Chr.) und der Vendelzeit (650–800 n. Chr.). Das Gräberfeld ist als Reichsinteresse klassifiziert.
 Der Platz beherbergt 250 verschiedene Denkmäler. Die undatierte, einst 33,0 m lange und acht Meter breite Schiffssetzung „Åsa domarsäte“ bestand einst aus 24 (heute 18) Steinen und gehört neben dem „Runenstein Sö 200“ aus dem 11. Jahrhundert zu den herausragenden Monumenten. 

## Der Runenstein

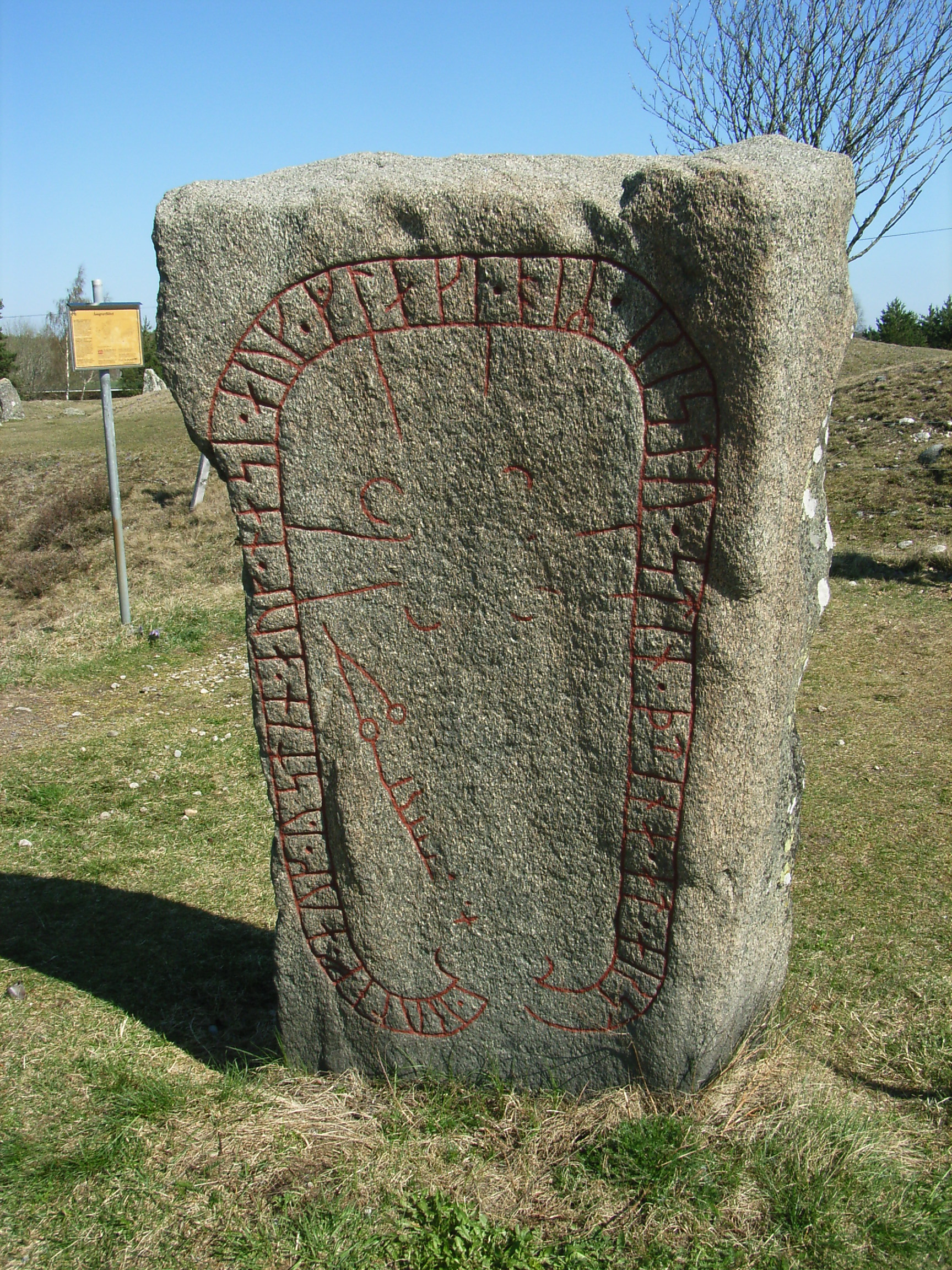
Runenstein Sö 200

Der Runenstein wurde 1602 von Johannes Bureus (1568–1652) gefunden und trägt die Inschrift: „Trotte, Rolev, Östen, Nase und Glägge errichteten diesen Stein nach Arnsten, ihrem Vater“. Die Namen Trotte und Glägge sind sehr selten. Der anonyme Runenmeister, der diese Inschrift meißelte, weist in seinen Arbeiten charakteristische Merkmale auf, so dass ihm weitere drei Inschriften auf Selaön zugeschrieben werden.
Ein Domarring aus sieben Steinen steht im Westen. Des Weiteren ist eine große Zahl von Grabhügeln vorhanden.
In der Nähe steht der Runenstein von Mervalla.